# Ligne de Givors-Canal à Chasse-sur-Rhône
La ligne de Givors-Canal à Chasse-sur-Rhône est une ligne ferroviaire française à écartement standard et à double voie électrifiée de la région Rhône-Alpes. Elle porte le n° 906000 sur le réseau ferré national français.

## Histoire
Dans le cadre de la construction du chemin de fer de Lyon à Avignon par la rive gauche du Rhône, une loi du 1er décembre 1851 autorise la concession par adjudication à la fois de la ligne principale, mais aussi d'un raccordement avec le chemin de fer de Saint-Étienne au niveau de Givors. L'adjudication intervient le 3 janvier 1852, et la ligne est concédée à Messieurs Génissieu, Boigues et compagnie, Émile Martin et compagnie, Édouard Blount, Parent, Drouillard, Benoist et compagnie. Cette adjudication est approuvée par décret à la même date.
La Compagnie du chemin de fer de Lyon à Avignon est autorisée par décret le 27 mars 1852. Ce même décret autorise sa substitution aux concessionnaires initiaux.
La ligne est mise en service le 6 juin 1857.